# Mühleninsel

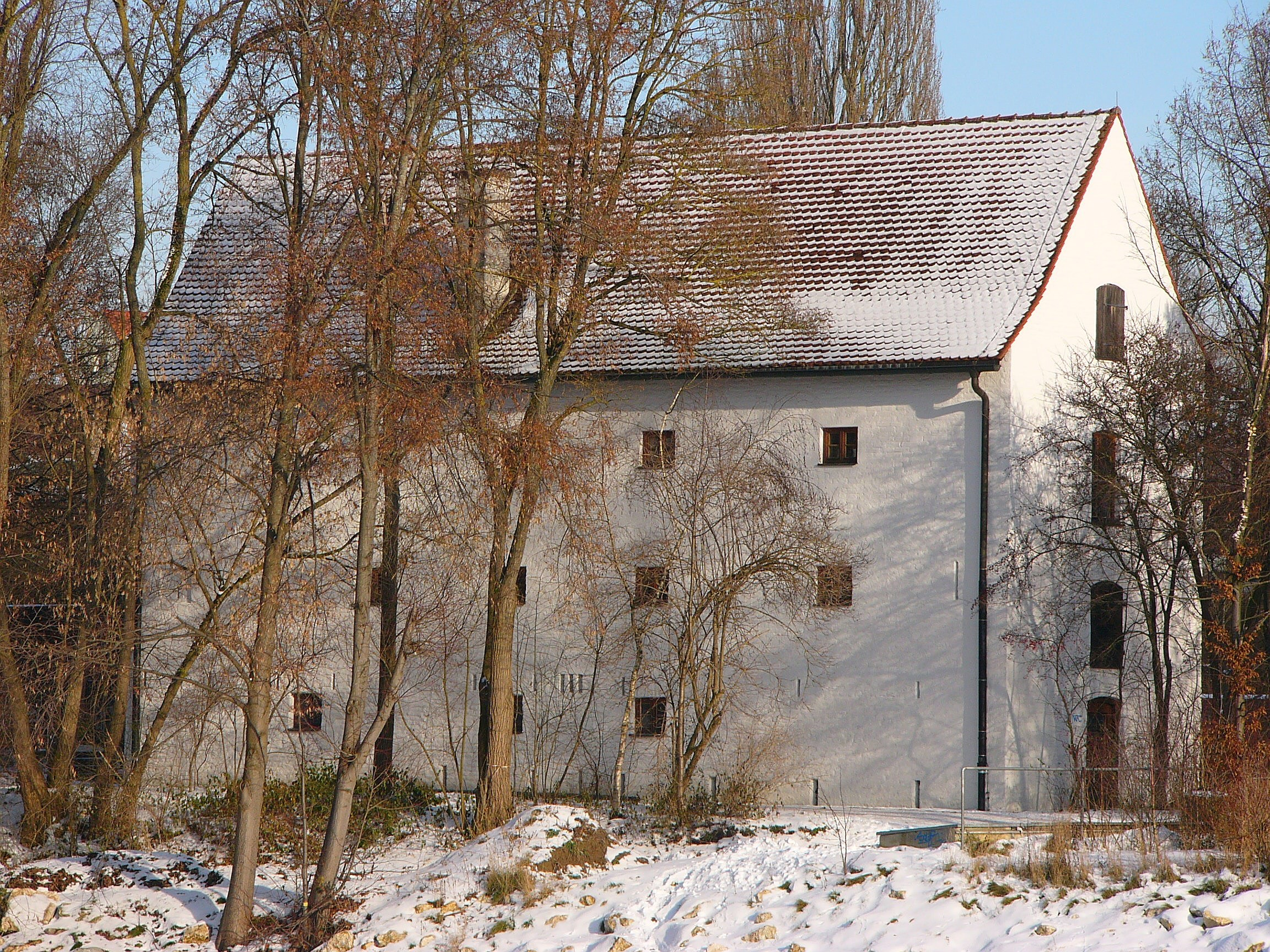
Gotischer Stadel, Badstraße 4

Die Mühleninsel ist eine Isarinsel in Landshut, zwischen der rechtsseitigen Isar und der linksseitigen Kleinen Isar sowie zwischen Flusskilometer 74,7 und 74,3. Sie wird als Naherholungsgebiet genutzt.

## Beschreibung
Neben den Grünanlagen mit Blick auf die Isar gibt es Gastronomie, ein 1984 eröffnetes Parkhaus mit einem als Liegewiese nutzbaren Dach. Über eine hölzerne Fußgängerbrücke ist die Landshuter Innenstadt in wenigen Minuten zu erreichen.
Die Mühleninsel gehört zum Stadtbezirk 00 Altstadt. Auf der Insel liegt der Stadtteil Zwischen den Brücken. Die Hauptdurchgangsstraße ist die Zweibrückenstraße, mit der Seligenthaler Brücke über die Kleine Isar und mit der Heilig-Geist-Brücke über die (Große) Isar.
Unterhalb der Mühleninsel liegt die wesentlich größere Isarinsel Mitterwöhr, die von der Mühleninsel nur durch den sogenannten Mühlendurchstich unmittelbar unterhalb des Johann-Weiß-Wegs getrennt ist. Vor der Einmündung des Mühlendurchstichs in die Kleine Isar liegt die Gerlmühle. Oberhalb der Mühleninsel liegt die 1,8 Hektar große Hammerinsel, von dieser getrennt durch einen kleinen Wasserlauf getrennt. Die drei Inselteile erscheinen auf der Karte als eine langgestreckte Insel, sind aber durch schmale Wasserläufe gegliedert.

## Sanierung ab den 1970er Jahren
Die Mühleninsel hatte mit der dort ansässigen Industrie ein enormes Verkehrsaufkommen. Der geforderte Neubau eines 12.000-Tonnen-Silos der Vereinigten Kunstmühlen forderte Anfang der 1970er Jahre, dass die Gesamtsituation der Landshuter Innenstadt überdacht werden musste. Oberbürgermeister Josef Deimer erinnerte sich  später: „Kaum zu glauben, wie schwer es war, diesen Riesen, der ringsum optisch alles zu zertrümmern drohte, aufzuhalten.“

Für die Großmühle wurde ein neuer Standort in Ergolding gefunden, in den sie 1976 umzog.

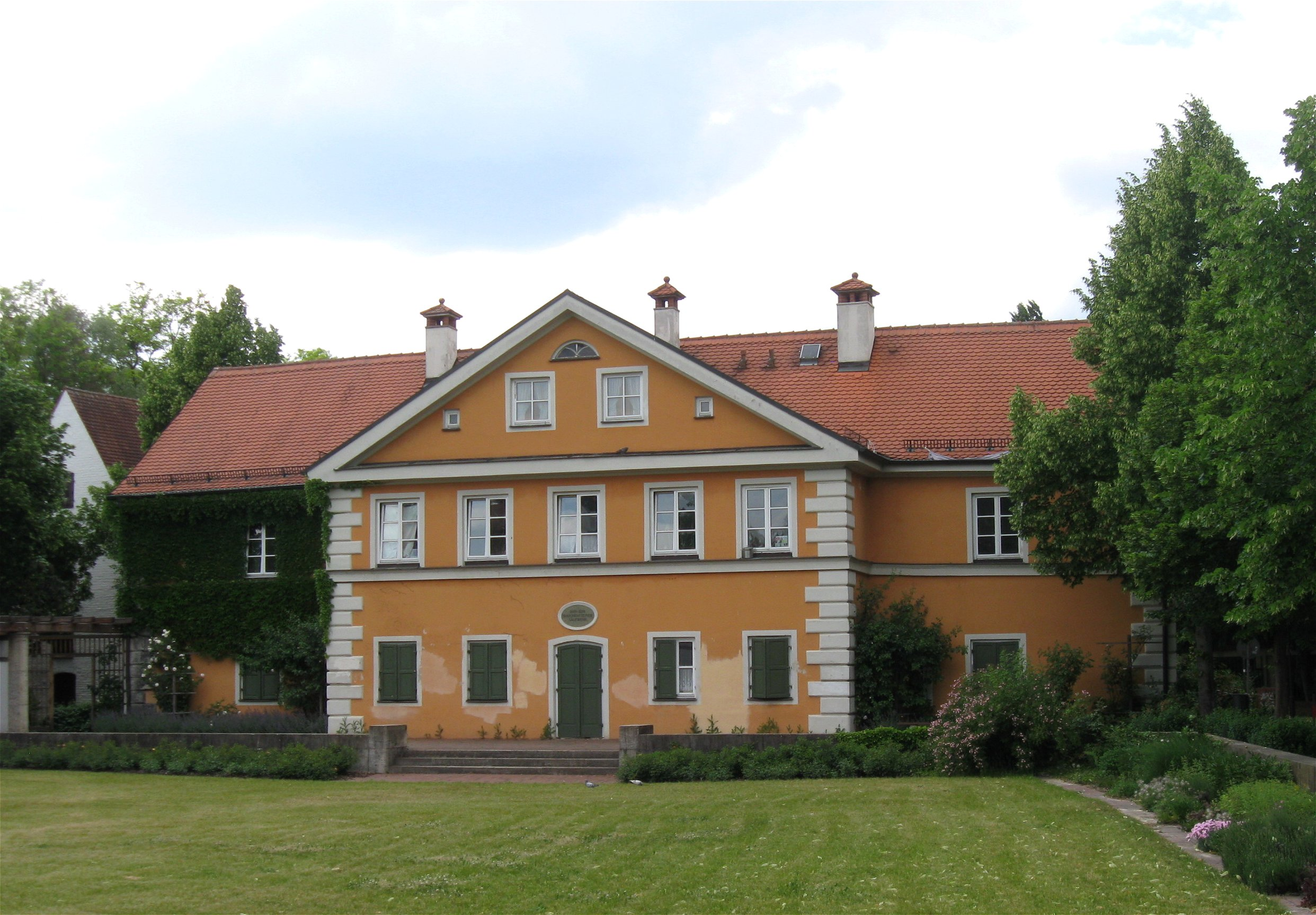
Das Rauchensteiner vor der Sanierung (2012)

Denkmalschützer forderten, dass nutzbare historische Bausubstanz beibehalten wird und die Mühleninsel aufgrund ihrer Innenstadtnähe einer innenstadtnäheren Nutzung zugeführt wird. Erhalten blieben 1984 ein heute als Galerie genutzter gotischer Stadel und das Rauchensteiner. 

Zu den neu hinzugekommenen Bauten zählen das Wasserkraftwerk Ludwigswehr, ein Radwegenetz, das Parkhaus (1984) und die Fußgängerbrücke Mühlensteg (1986).

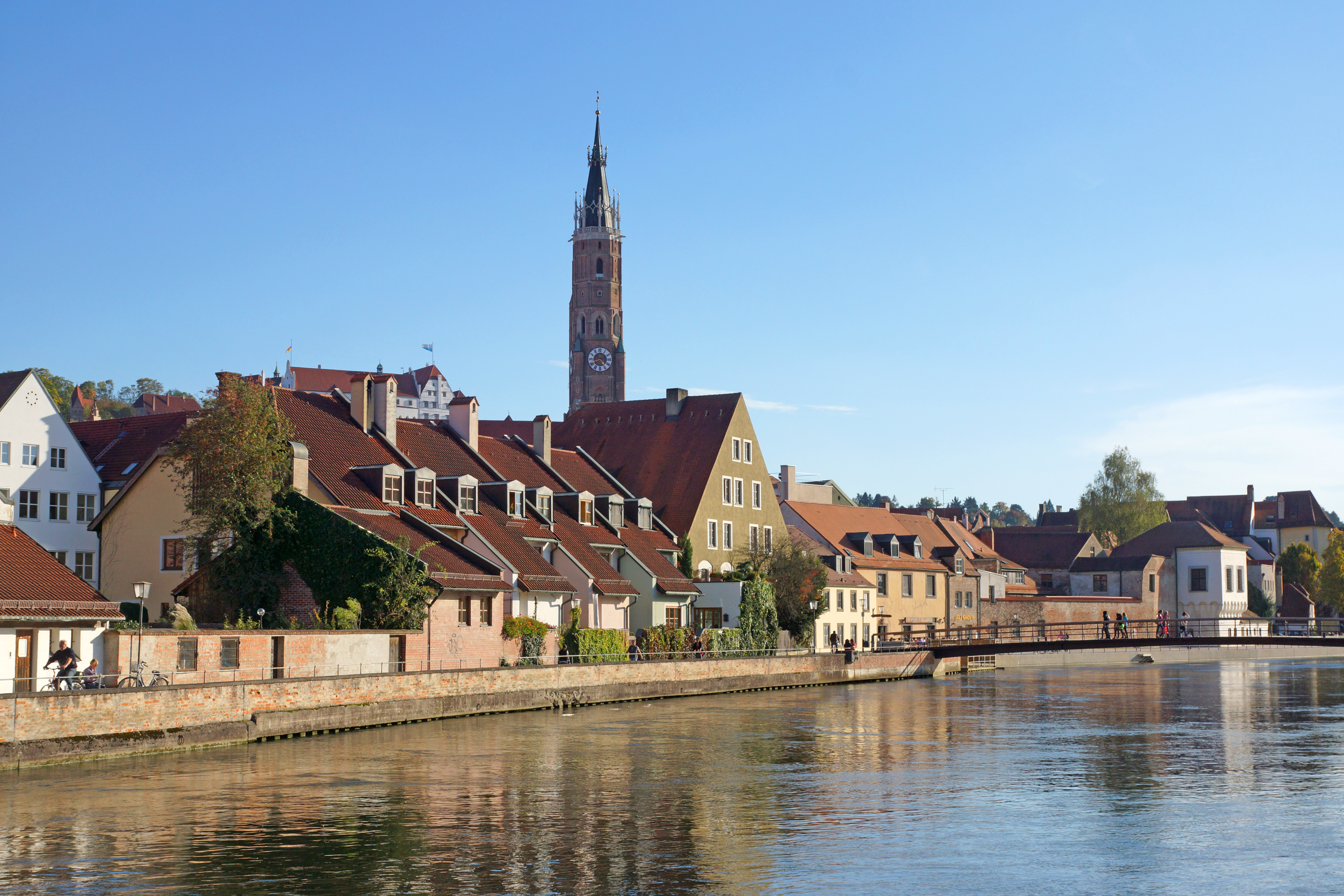
Blick von der Mühleninsel auf die Altstadt